# جولین لورتیور
جولین لورتیور (انگلیسی: Julien Lorthioir؛ زادهٔ ۱۸ نوامبر ۱۹۸۳) بازیکن فوتبال اهل فرانسه است.
از باشگاه‌هایی که در آن بازی کرده‌است می‌توان به باشگاه فوتبال سدان و باشگاه فوتبال پاریس اف سی اشاره کرد.